# 2004-es Formula–1 maláj nagydíj
A maláj nagydíj volt a 2004-es Formula–1 világbajnokság második futama, amelyet 2004. március 21-én rendeztek meg a maláj Sepang International Circuiten, Sepangban.

## Időmérő edzés
A rajtelsőséget a szezonnyitót követően itt is Michael Schumacher szerezte meg, ám második ezúttal a Jaguaros Mark Webber lett.
| Helyezés | Versenyző            | Csapat/Motor     | Idő        | Különbség |
| -------- | -------------------- | ---------------- | ---------- | --------- |
| 1        | Michael Schumacher   | Ferrari          | 1:33.074   | –         |
| 2        | Mark Webber          | Jaguar-Cosworth  | 1:33.715   | + 0.641   |
| 3        | Rubens Barrichello   | Ferrari          | 1:33.756   | + 0.682   |
| 4        | Juan Pablo Montoya   | Williams-BMW     | 1:34.054   | + 0.980   |
| 5        | Kimi Räikkönen       | McLaren-Mercedes | 1:34.164   | + 1.090   |
| 6        | Jenson Button        | BAR-Honda        | 1:34.221   | + 1.147   |
| 7        | Ralf Schumacher      | Williams-BMW     | 1:34.235   | + 1.161   |
| 8        | Jarno Trulli         | Renault          | 1:34.413   | + 1.339   |
| 9        | David Coulthard      | McLaren-Mercedes | 1:34.602   | + 1.528   |
| 10       | Cristiano da Matta   | Toyota           | 1:34.917   | + 1.843   |
| 11       | Felipe Massa         | Sauber-Petronas  | 1:35.039   | + 1.965   |
| 12       | Giancarlo Fisichella | Sauber-Petronas  | 1:35.061   | + 1.987   |
| 13       | Christian Klien      | Jaguar-Cosworth  | 1:35.158   | + 2.084   |
| 14       | Olivier Panis        | Toyota           | 1:35.617   | + 2.543   |
| 15       | Nick Heidfeld        | Jordan-Ford      | 1:36.569   | + 3.495   |
| 16       | Gianmaria Bruni      | Minardi-Cosworth | 1:38.577   | + 5.503   |
| 17       | Baumgartner Zsolt    | Minardi-Cosworth | 1:39.272   | + 6.198   |
| 18       | Giorgio Pantano*     | Jordan-Ford      | 1:39.902   | + 6.828   |
| 19       | Szató Takuma*        | BAR-Honda        | idő nélkül |           |
| 20       | Fernando Alonso*     | Renault          | idő nélkül |           |

* Giorgio Pantano, Szató Takuma és Fernando Alonso tízhelyes rajtbüntetést kapott motorcsere miatt.

## Futam
A pályán egy kör 5,540 km, a verseny 56 körös volt.
Három versenyző: Giorgio Pantano, Szató Takuma és Fernando Alonso motorcsere miatt tízhelyes rajtbüntetést kapott. A versenyt Schumacher nyerte, a kolumbiai Juan Pablo Montoya és a brit Jenson Button előtt. A pontszerzők további sorrendje Rubens Barrichello, Jarno Trulli, David Coulthard, Fernando Alonso és Felipe Massa volt. Mark Webber kicsúszás, Kimi Räikkönen, Nick Heidfeld és Ralf Schumacher technikai probléma miatt nem fejezte be a futamot.
| Helyezés | Rajtszám | Versenyző            | Csapat/Motor     | Futott kör | Idő/Kiesés oka | Rajthely | Pont |
| -------- | -------- | -------------------- | ---------------- | ---------- | -------------- | -------- | ---- |
| 1        | 1        | Michael Schumacher   | Ferrari          | 56         | 1h31:07.490    | 1        | 10   |
| 2        | 3        | Juan Pablo Montoya   | Williams-BMW     | 56         | + 5.022        | 4        | 8    |
| 3        | 9        | Jenson Button        | BAR-Honda        | 56         | + 11.568       | 6        | 6    |
| 4        | 2        | Rubens Barrichello   | Ferrari          | 56         | + 13.615       | 3        | 5    |
| 5        | 7        | Jarno Trulli         | Renault          | 56         | + 37.360       | 8        | 4    |
| 6        | 5        | David Coulthard      | McLaren-Mercedes | 56         | + 53.098       | 9        | 3    |
| 7        | 8        | Fernando Alonso      | Renault          | 56         | + 1:07.877     | 19       | 2    |
| 8        | 12       | Felipe Massa         | Sauber-Petronas  | 55         | + 1 kör        | 11       | 1    |
| 9        | 16       | Cristiano da Matta   | Toyota           | 55         | + 1 kör        | 10       |      |
| 10       | 15       | Christian Klien      | Jaguar-Cosworth  | 55         | + 1 kör        | 13       |      |
| 11       | 11       | Giancarlo Fisichella | Sauber-Petronas  | 55         | + 1 kör        | 12       |      |
| 12       | 17       | Olivier Panis        | Toyota           | 55         | + 1 kör        | 14       |      |
| 13       | 19       | Giorgio Pantano      | Jordan-Ford      | 54         | + 2 kör        | 18       |      |
| 14       | 20       | Gianmaria Bruni      | Minardi-Cosworth | 53         | + 3 kör        | 16       |      |
| 15       | 10       | Szató Takuma         | BAR-Honda        | 52         | + 4 kör        | 20       |      |
| 16       | 21       | Baumgartner Zsolt    | Minardi-Cosworth | 52         | + 4 kör        | 17       |      |
| Ki       | 6        | Kimi Räikkönen       | McLaren-Mercedes | 40         | Váltóhiba      | 5        |      |
| Ki       | 18       | Nick Heidfeld        | Jordan-Ford      | 34         | Váltóhiba      | 15       |      |
| Ki       | 4        | Ralf Schumacher      | Williams-BMW     | 27         | Motorhiba      | 7        |      |
| Ki       | 14       | Mark Webber          | Jaguar-Cosworth  | 23         | Kicsúszás      | 2        |      |

## A világbajnokság élmezőnyének állása a verseny után
| H  | Versenyzők         | Pont | H  | Konstruktőrök    | Pont |
| -- | ------------------ | ---- | -- | ---------------- | ---- |
| 1. | Michael Schumacher | 20   | 1. | Ferrari          | 33   |
| 2. | Rubens Barrichello | 13   | 2. | Williams-BMW     | 17   |
| 3. | Juan Pablo Montoya | 12   | 3. | Renault          | 14   |
| 4. | Jenson Button      | 9    | 4. | BAR-Honda        | 9    |
| 5. | Fernando Alonso    | 8    | 5. | McLaren-Mercedes | 4    |

## Statisztikák
A versenyben vezettek:
- Michael Schumacher: 52 kör (1–9 / 13–26 / 28–56)
- Juan Pablo Montoya: 3 kör (10–12)
- Rubens Barrichello: 1 kör (27)

Michael Schumacher 72. (R) győzelme, 57. pole-pozíciója, Juan Pablo Montoya 10. leggyorsabb köre.
- Ferrari 169. győzelme.